# Star Screen Award du meilleur espoir féminin
Le Star Screen Award du meilleur espoir féminin (Star Screen Award Most Promising Newcomer - Female) est un trophée remis chaque année depuis 1995 lors des Star Screen Awards. Les lauréates sont choisies par un jury chaque mois de janvier. La première actrice à recevoir le trophée est Sonali Bendre.
| Année | Actrice           | Film                    |
| ----- | ----------------- | ----------------------- |
| 1995  | Sonali Bendre     | Aag                     |
| 1996  | -                 | -                       |
| 1997  | Priya Gill        | Tere Mere Sapne         |
| 1998  | Aishwarya Rai     | Aur Pyaar Ho Gaya       |
| 1999  | Preity Zinta      | Soldier                 |
| 2000  | Nethra Raghuraman | Bhopal Express          |
| 2001  | Shilpa Navalkar   | Kairee                  |
| 2002  | Gracy Singh       | Lagaan                  |
| 2003  | Esha Deol         | Koi Mere Dil Se Poochhe |
| 2004  | Lara Dutta        | Andaaz                  |
| 2005  | Gayatri Joshi     | Swades                  |
| 2006  | Vidya Balan       | Parineeta               |
| 2007  | Kangana Ranaut    | Gangster                |
| 2008  | Deepika Padukone  | Om Shanti Om            |
| 2008  | Asin              | Ghajini                 |
| 2010  | Mahi Gill         | Dev.D                   |
| 2011  | Sonakshi Sinha    | Dabangg                 |
| 2012  | Parineeti Chopra  | Ladies vs Ricky Bahl    |